# Liste der Biografien/P
Liste der Biografien |
Portal Biografien |
Personensuche
# |
A |
B |
C |
D |
E |
F |
G |
H |
I |
J |
K |
L |
M |
N |
O |
P |
Q |
R |
S |
T |
U |
V |
W |
X |
Y |
Z |
?
 
Pa |
Pc |
Pe |
Pf |
Ph |
Pi |
Pj |
Pk |
Pl |
Pm |
Pn |
Po |
Pr |
Ps |
Pt |
Pu |
Pv |
Pw |
Py
Die Liste der Biografien führt alle Personen auf, die in der deutschsprachigen Wikipedia einen Artikel haben. Dieses ist eine Teilliste mit 4 Einträgen von Personen, deren Namen mit dem Buchstaben „P“ beginnt.

## P
- P, Die (* 1987), deutsche Rapperin
- P, Mau (* 1996), niederländischer DJ und Musikproduzent
- P., Nik (* 1962), österreichischer Schlagersänger und -komponistNik P. (* 1962)

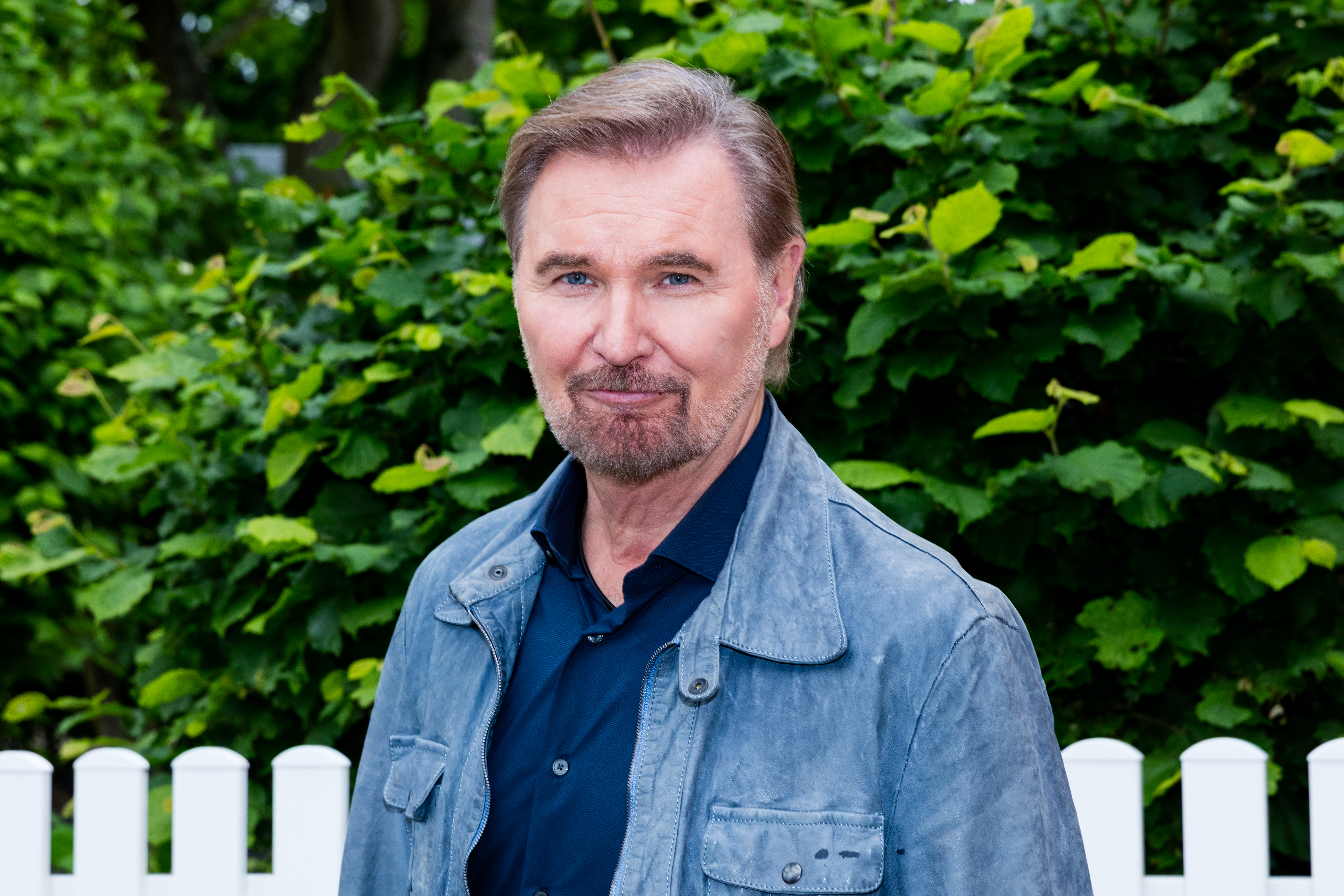
Nik P. (* 1962)

- P.M.B. (* 1981), deutscher Musikproduzent